# Les duettistes s'accordent
Pour plus de détails, voir Fiche technique et Distribution.
Les duettistes s'accordent (titre original : Pizzicato Pussycat) est un court métrage d'animation américain de la série  Merrie Melodies réalisé par Friz Freleng, sorti en 1955.

## Distribution
- Patrick Préjean : Grosminet